# Arachnothera dilutior
Arachnothera dilutior là một loài chim trong họ Nectariniidae.

## Hình ảnh

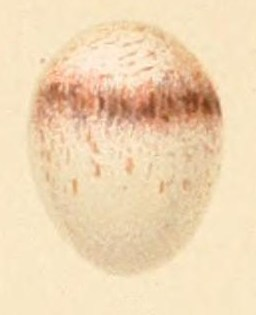
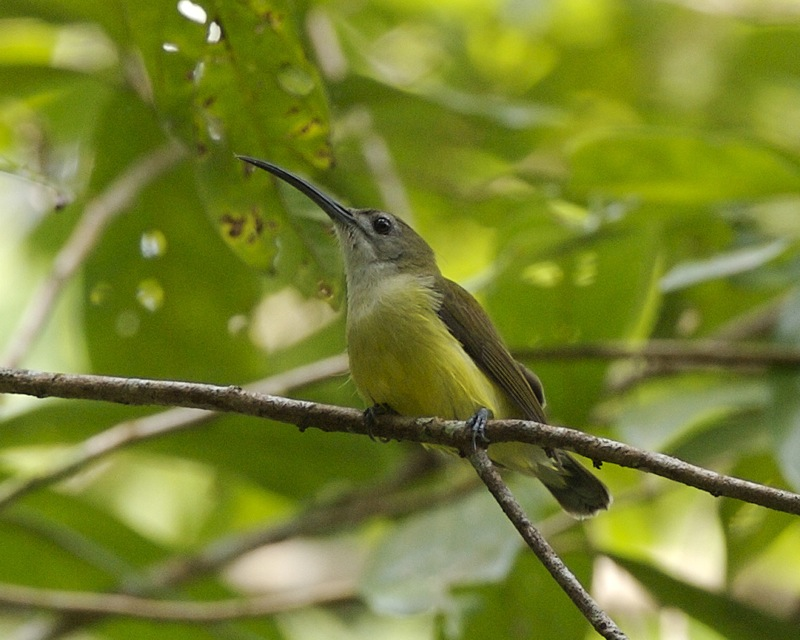